# Bernard H 110
Il Bernard H 110 fu un idrocaccia monomotore ad ala bassa sviluppato dall'azienda aeronautica francese Société des Avions Bernard (S.A.B.) nei primi anni trenta e rimasto allo stadio di prototipo
Sviluppo del precedente pari ruolo H 52 dal quale si discostava per alcune soluzioni tecniche adottate, tra cui una motorizzazione più potente, venne realizzato per rispondere ad una specifica  dalla Marine nationale, la marina militare francese, per un idrocaccia catapultabile, tuttavia al termine delle valutazioni comparative, anche a causa del fallimento dell'azienda, gli venne preferito il Loire 210 ed il suo sviluppo venne interrotto.

## Storia del progetto
Nel 1933 la Marine nationale emise una specifica per la fornitura di un idrocaccia catapultabile destinato ad equipaggiare le proprie unità maggiori, come incrociatori pesanti, ad esempio della Classe Suffren, e navi da battaglia, come quelle di Classe Richelieu, e garantire la sicurezza dello spazio aereo attorno ai convogli della marina francese.
Per rispondere a tale esigenza furono quattro le aziende aeronautiche nazionali a presentare delle proposte, la Loire Aviation con il suo Loire 210, la Société des Avions Bernard (S.A.B.) con il Bernard H 110, la Potez con il suo 453 e i Chantiers aéronavals Étienne Romano con il Romano R.90.

## Tecnica
Il Bernard H 110 era un idrocaccia a scarponi dall'impostazione moderna, realizzato in tecnica mista, derivato direttamente dal suo predecessore H 52 del quale condivideva l'aspetto, monomotore in configurazione traente, monoplano ad ala bassa, e monoposto.
La velatura era monoplana, con profilo basso a sbalzo ed estremità alari raccordate. L'intera lunghezza della semiala era occupata da alettoni e flap che potevano essere abbassati contemporaneamente.
La fusoliera di forma semiovale, realizzata con struttura metallica semimonoscocca e ricoperta in tela trattata, era caratterizzata dall'unico abitacolo riservato al pilota, aperto e dotato anteriormente di parabrezza e posteriormente di un poggiatesta che si raccordava ad una pinna dorsale. Posteriormente terminava in un impennaggio classico monoderiva dai piani orizzontali a sbalzo.
Il galleggiamento era assicurato da una coppia di grandi scarponi collegati alla parte inferiore della fusoliera tramite una robusta intelaiatura di montanti a profilo alare.
La propulsione era affidata ad un motore Hispano-Suiza 9Vbs, un radiale 9 cilindri posti su un'unica fila raffreddato ad aria in grado di erogare, in quella versione, una potenza pari a 710 hp (530 kW), posizionato all'apice anteriore della fusoliera racchiuso da una cappottatura NACA metallica caratterizzata dalle bugne situate in corrispondenza delle teste dei singoli cilindri, ed abbinato ad un'elica tripala metallica.
L'armamento era affidato ad una coppia di mitragliatrici Darne Mle 1933 calibro 7,5 mm posizionate nel profilo alare all'altezza dei galleggianti e sparanti fuori dal disco dell'elica così da non richiedere alcun dispositivo di sincronizzazione.

## Utilizzatori
Francia
- Aéronautique navale

utilizzato solamente durante le prove di valutazione.